# Conte di Crawford

Stemma dei conti di Crawford.

Il titolo Conte di Crawford è uno dei titoli più antichi esistenti in Gran Bretagna, essendo stato creato nel pari di Scozia per Sir David Lindsay nel 1398.
Il titolo ha una storia molto complessa. Crawford Castle, insieme con il titolo di conte di Crawford, è stato dato da Roberto II a David Lindsay, I conte di Crawford.
La residenza del conte è Balcarres House, Colinsburgh, Fife.

## Conti di Crawford (1398)
- David Lindsay, I conte di Crawford (?-1407)
- Alexander Lindsay, II conte di Crawford (1387-1438)
- David Lindsay, III conte di Crawford (?-1445)
- Alexander Lindsay, IV conte di Crawford (?-1453)
- David Lindsay, I duca di Montrose e V conte di Crawford (1440-1495)
- John Lindsay, VI conte di Crawford (1495-1513)
- Alexander Lindsay, VII conte di Crawford (?-1517)
- David Lindsay, VIII conte di Crawford (?-1542)
- David Lindsay, IX conte di Crawford (?-1558)
- David Lindsay, X conte di Crawford (?-1574)
- David Lindsay, XI conte di Crawford (1547-1607)
- David Lindsay, XII conte di Crawford (1577-1621)
- Henry Lindsay, XIII conte di Crawford (?-1622)
- George Lindsay, XIV conte di Crawford (?-1633)
- Alexander Lindsay, XV conte di Crawford (?-1639)
- Ludovic Lindsay, XVI conte di Crawford (1600-1652)

## Conti di Crawford (1642)
- John Lindsay, XVII conte di Crawford (1598-1678)
- William Lindsay, XVIII conte di Crawford (1644-1698)
- John Lindsay, XIX conte di Crawford (?-1713)
- John Lindsay, XX conte di Crawford (1702-1749)
- George Lindsay, XXI conte di Crawford (1723-1781)
- George Lindsay, XXII conte di Crawford (1758-1808)
- Alexander Lindsay, XXIII conte di Crawford (1752-1825)
- James Lindsay, XXIV conte di Crawford (1783-1869)
- Alexander Lindsay, XXV conte di Crawford (1812-1880)
- James Lindsay, XXVI conte di Crawford (1847-1913)
- David Lindsay, XXVII conte di Crawford (1871-1940)
- David Lindsay, XXVIII conte di Crawford (1900-1975)
- Robert Lindsay, XXIX conte di Crawford (1927-2023)
- Anthony Lindsay, XXX conte di Crawford (nato nel 1958)

L'erede apparente è il figlio dell'attuale titolare, Alexander Thomas Lindsay, Lord Balniel (nato nel 1991).
L'erede apparente dell'erede apparente è Ludovic James Lindsay, Master di Crawford (nato nel 2020).